# Flamengo Futebol Clube (Americana)
O Flamengo Futebol Clube mais conhecido como Flamengo de Americana é um clube de futebol brasileiro de futebol da cidade de Americana no estado de São Paulo na mesorregião de Campinas.
A equipe foi fundada em 5 de janeiro de 1958 e disputou duas edições do campeonato paulista da Terceira Divisão (atual Segunda Divisão), em 1967 e 1968.
Atualmente funciona como clube esportivo. Em 2012, o número de sócios era de aproximadamente cinco mil.

## Participações em estaduais
- Terceira Divisão (atual Segunda Divisão) = (2) 1967, 1968